# Comuna Velîka Znameanka, Kameanka-Dniprovska
Velîka Znameanka (în ucraineană Велика Знам`янка) este o comună în raionul Kameanka-Dniprovska, regiunea Zaporijjea, Ucraina, formată din satele Novooleksiivka și Velîka Znameanka (reședința).

## Demografie
Componența lingvistică a comunei Velîka Znameanka
     Rusă (78,14%)
     Ucraineană (20,3%)
     Alte limbi (0,21%)
Conform recensământului din 2001, majoritatea populației comunei Velîka Znameanka era vorbitoare de rusă (78,14%), existând în minoritate și vorbitori de ucraineană (20,3%).